# Robot & Frank
Robot & Frank (Frank y el robot, en Hispanoamérica; Un amigo para Frank, en España) es una película estadounidense del 2012 dirigida por Jake Schreier y escrita por Christopher Ford. Recibió críticas positivas por su guion, producción y actuación, y obtuvo el premio Alfred P. Sloan en el Festival de Cine de Sundance de ese año.

## Argumento
Ambientada en el futuro cercano, un ladrón de joyas jubilado llamado Frank (Frank Langella) vive solo y padece demencia. Su hijo Hunter (James Marsden), abogado y padre de familia, está cansado de conducir cinco horas semanales para visitarlo y limpiar su casa. Se niega a internarlo en un centro geriátrico, y decide regalarle un costoso robot (con la voz de Peter Sarsgaard) programado para brindarle cuidado terapéutico, que incluye una rutina fija y actividades que estimulan su sistema cognitivo, como trabajar en el jardín.
Inicialmente desconfiado respecto a la presencia del robot en su vida, Frank acepta a su nuevo compañero cuando nota que el robot no está programado para distinguir las actividades recreativas de las criminales, y que le puede ser de ayuda para abrir cerraduras. Después de enseñarle a hacerlo rápidamente, lo lleva a la biblioteca, donde cometen un delito para ganar el afecto de la bibliotecaria (Susan Sarandon): roban una antigua copia de Don Quijote de la Mancha, guardada bajo llave en una caja del recinto, que se está convirtiendo en un espacio comunitario porque el público ya no está interesado en los medios impresos.
Mientras tanto, la hija de Frank, Madison (Liv Tyler), que está haciendo un viaje filantrópico a Turkmenistán, se entera del robot y regresa a casa para convencer a su padre de deshacerse de la máquina porque considera que su uso es éticamente cuestionable. Frank insiste en quedarse con el robot, con el que comete un nuevo delito: esta vez roba las joyas de la esposa de Jake (Jeremy Strong), el adinerado joven a cargo de la renovación de la biblioteca. La policía aparece y comienza a monitorear a Frank, quien mantiene su inocencia fingiendo estar gravemente enfermo para que Hunter vuelva a verlo. Para deshacerse de la evidencia, Frank debe enfrentar la decisión de borrar la memoria de su robot, aun cuando su propia memoria se deteriora rápidamente.
Frank va a la casa de la bibliotecaria, donde descubre la historia que ha compartido con ella y que ha olvidado (en la escena inicial de la película, Frank descubre que está robando su propia casa, al descubrir una fotografía de su familia; en la casa de la bibliotecaria descubre que ella es la madre de sus hijos, al ver las fotografías de ambos como pareja en su juventud). Posteriormente regresa a casa, donde el robot lo convence de borrar su memoria holográfica, ya que no es una persona y su único objetivo es ayudarlo. Finalmente, Frank es enviado a un centro especializado donde recibe asistencia para su demencia. La policía jamás recupera las joyas, ya que Frank las escondió bajo el árbol de tomates que el robot cultivó en el jardín.

## Producción
Este es el primer largometraje de Jake Schreier y Christopher Ford, quienes iniciaron su amistad en la Escuela Tisch de la Artes, en la Universidad de Nueva York. Después de la graduación, Schreier dirigió videos musicales y comerciales para compañías como Absolut Vodka y Verizon. En el 2008, los dos comenzaron a idear un proyecto cinematográfico en el cual colaborar y escogieron el guion que había sido la tesis de Ford en la Escuela Tisch, que Schreier ayudó a producir. Este proyecto evolucionó y se convirtió en el guion de esta película.
Ford había concebido originalmente la historia de la película en el 2002. Él y Schreier estaban interesados en el rápido desarrollo de la tecnología y su impacto en la vida diaria de la gente común. A diferencia de otras representaciones distópicas sobre la tecnología en la cinematografía moderna, los realizadores querían que Robot & Frank explorase el tema sin ningún trasfondo moral en particular. Según Schreier:

[Technology is] not bad or good but it will change the way we relate to each other. There’s no stopping it.
[La tecnología] no es buena ni mala, pero cambiará la manera en que nos relacionamos con los demás. No hay que detenerla.

Los futuristas teléfonos inteligentes y tabletas que aparecen en la película fueron diseñados por Justin Ouellette, de Tumblr, y el robot fue creado por Alterian, una empresa de efectos especiales de Los Ángeles notable por haber diseñado los trajes del dúo musical francés Daft Punk. Los cineastas querían emular el estilo de los robots domésticos hechos en Japón, y el diseño del traje, además, debía permitirle a un actor humano ingresar en él.
La película se rodó en veinte días, con un presupuesto de $2,500,000. La filmación tuvo lugar al norte del área metropolitana de Nueva York. La biblioteca de la película es, en realidad, el salón de lectura de la ciudad de Rye, también en Nueva York.
Según Schreier, el calor hizo que la actriz dentro del robot, Rachael Ma, estuviese tan incómoda que debió ser reemplazada por otra persona durante dos días. Inicialmente, Ma debía decir las líneas del robot al dialogar con Frank, pero le fue imposible actuar física y verbalmente al mismo tiempo, por lo que el sobrino de Langella, quien fungió como asistente de producción, debió desempeñar esa tarea en el plató.